# Yeni Malatya Stadyumu
Yeni Malatya Stadyumu – stadion piłkarski w Malatyi, w Turcji. Został otwarty 5 sierpnia 2017 roku. Może pomieścić 27 044 widzów. Swoje spotkania rozgrywają na nim piłkarze klubu Yeni Malatyaspor.
Pierwsze prace przygotowawcze do budowy stadionu ruszyły w 2012 roku, a właściwa budowa rozpoczęła się w roku 2013. Obiekt powstał na wschodnich przedmieściach Malatyi, w sąsiedztwie kampusu uniwersytetu İnönü. Uroczystość otwarcia areny z udziałem prezydenta Erdoğana miała miejsce 5 sierpnia 2017 roku, natomiast pierwszy mecz gospodarzy stadionu, klubu Yeni Malatyaspor (przed otwarciem obiektu zespół ten występował na starym Malatya İnönü Stadyumu, położonym w centrum miasta), odbył się 16 września 2017 roku (przegrana z Bursasporem 2:4).